# Phare de Santorin
Pour les articles homonymes, voir Phare (homonymie) et Santorin (homonymie).
Le phare de Santorin ou phare Akrotiri  ou phare Akra Akrotiri est un phare maritime de 1892, situé au cap Akrotíri au sud-ouest de l'île de Santorin, dans l'archipel des Cyclades de la mer Égée en Grèce. 

## Histoire
Ce phare est construit au sommet d'une falaise volcanique rouge de près de 100 m de la caldeira de Santorin, par la Société française Collas et Michel, à proximité du site archéologique d'Akrotiri, à 18 km de Firá (capitale de l'archipel de Santorin),. 

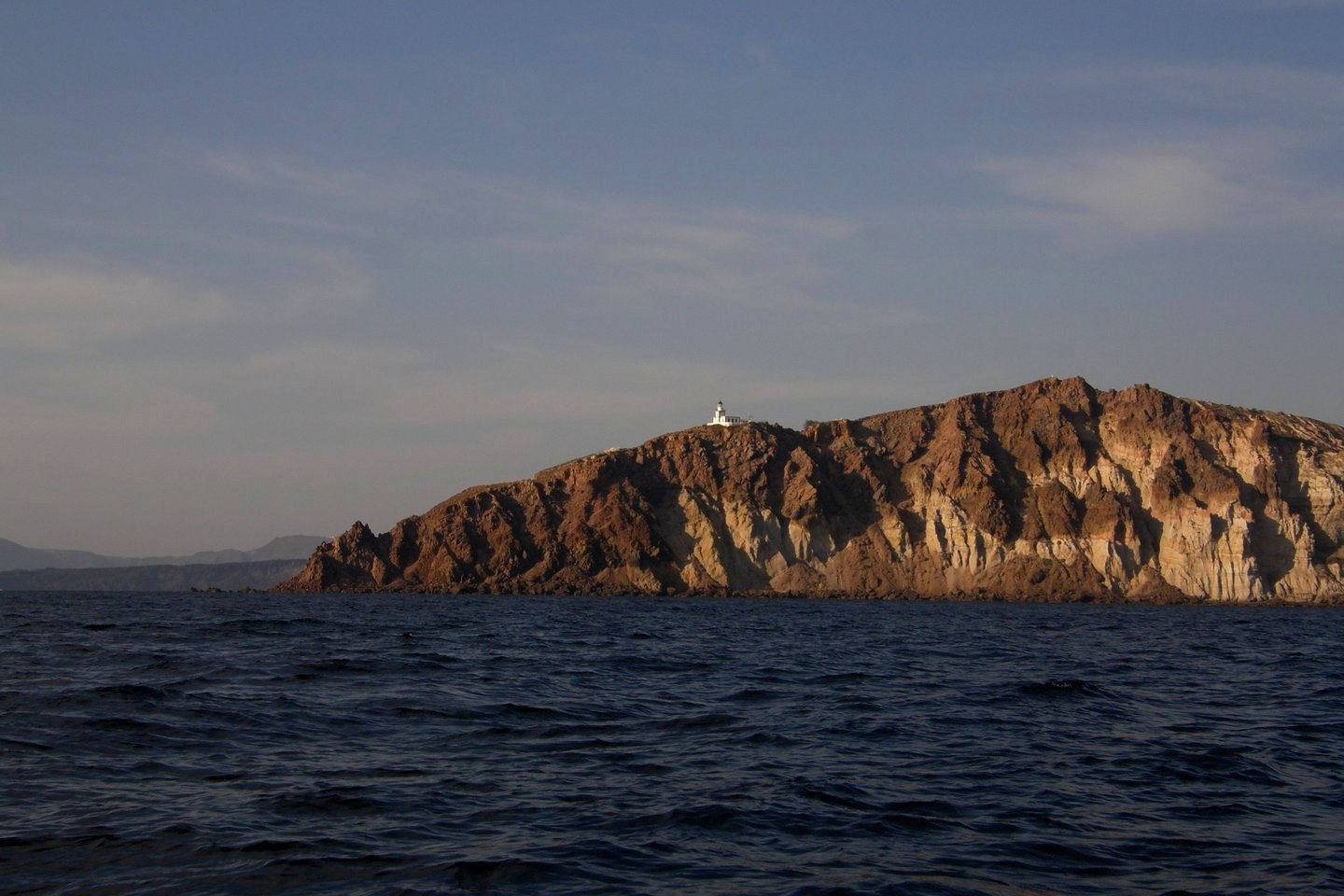
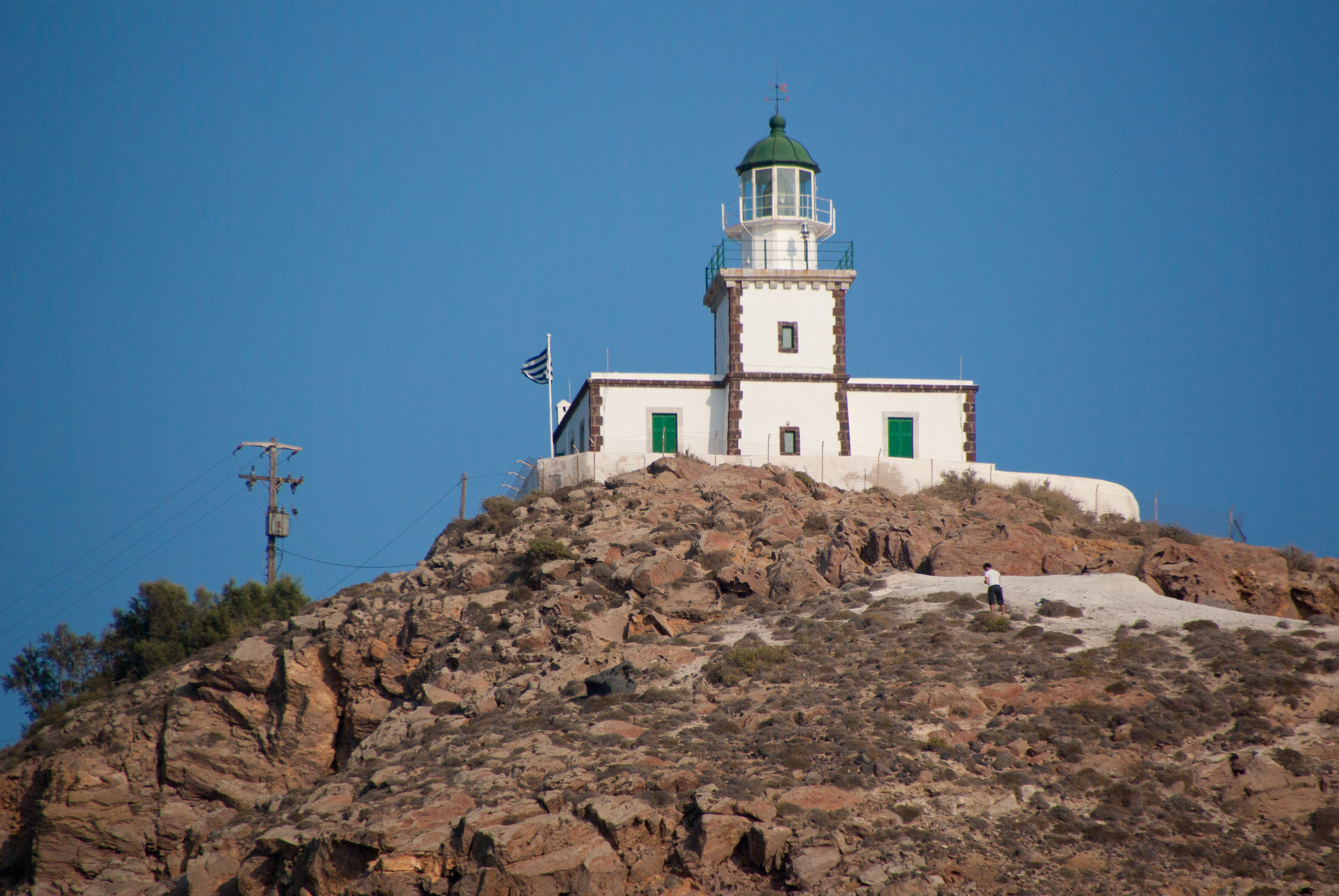
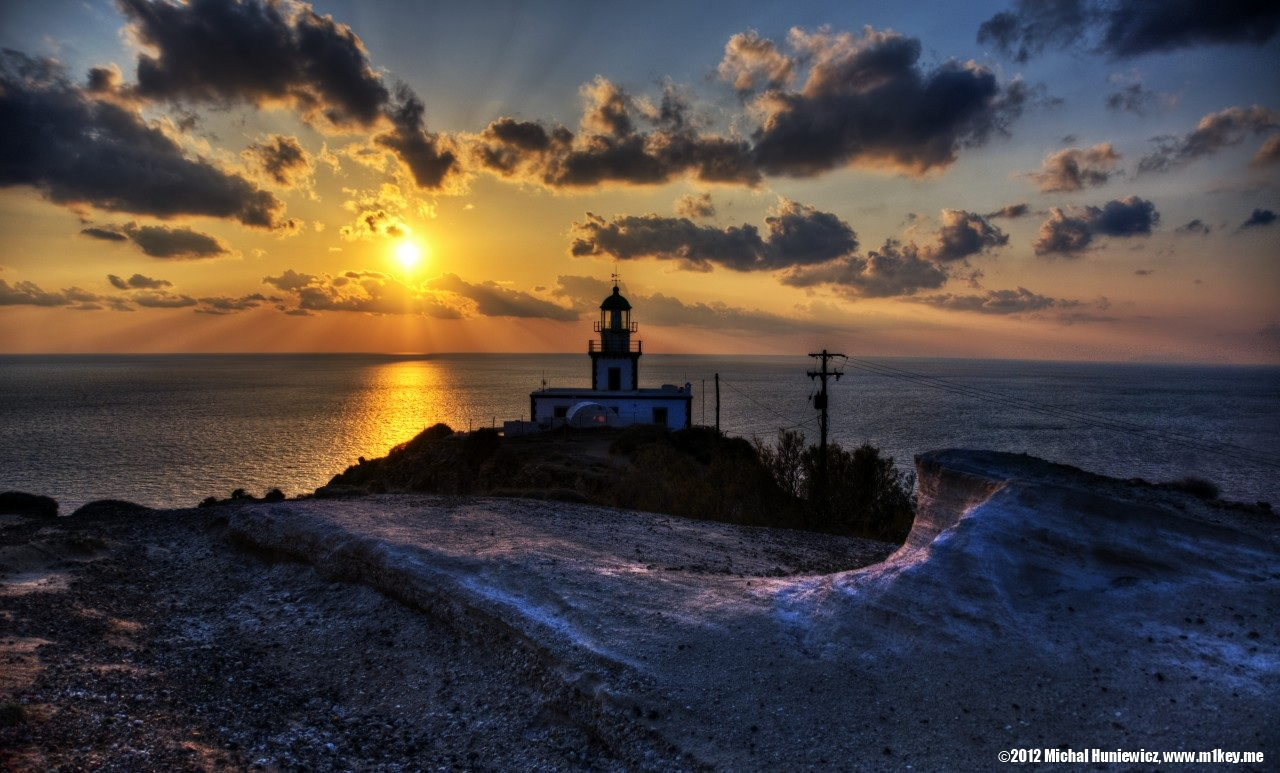

Typique de l'architecture cycladique, il est achevé en 1892, avec une tour au sommet de son ancienne maison du gardien de phare, blanche à bordures couleur pierre locale, avec ses portes, fenêtres et dôme verts, et sa girouette.
Sa lanterne culmine à 100 m au-dessus de la mer Égée. Elle est à ce jour automatisée pour emmètre un flash blanc toutes les 10 s, avec une portée de 17 milles marins (30 km), pour sécuriser le chenal maritime sud-ouest des ports maritimes de l'archipel de Santorin. 

## Codes internationaux
- ARLHS[6] : GRE-039
- NGA : 15952
- Admiralty[7] : E 4266